# Sonja Voß-Scharfenberg
Sonja Voß-Scharfenberg (* 4. August 1957 in Schwerin) ist eine deutsche Schriftstellerin.
Sie kommt aus der Bewegung der schreibenden Arbeiter und hat von 1981 bis 1984 ein Fernstudium am Leipziger Literaturinstitut absolviert; hat in verschiedenen literarischen Gruppen, Zirkeln und Werkstätten mitgewirkt, Workshops und Seminare geleitet und Lesungen organisiert; lebt in Schwerin.
Seit 2012 schreibt sie eine wöchentliche Kolumne in der Schweriner Volkszeitung, bis 2018 "Neulich am Runden Tisch" und danach "Straßenfeger Vadder Felten". Sie ist Mitglied im VS.

## Veröffentlichungen
- Gegenwind. Verlag Neues Leben, Berlin 1990. ISBN 978-3-355-01064-1
- Neue Farm der alten Tiere. Ein Märchen? Verlag Stock & Stein, Schwerin 1994. ISBN 978-3-910179-24-0. Überarb. Auflage Wiedenverlag, Crivitz 2014. ISBN 978-3-942946-42-1
- Im Gelben. Geschichten aus Mecklenburg-Vorpommern. Edition M, Weimar, Rostock 2004. ISBN 978-3-933713-19-3
- Max und Moritz. Eine Knabengeschichte in sieben Teilen. Illustriert von Laura Meinke. Wiedenverlag, Crivitz 2013. ISBN 978-3-942946-32-2
- Eisblumen. Erzählung Freiraum-Verlag, Greifswald 2014. ISBN 978-3-943672-53-4
- Bianka Hadler, Sonja Voß-Scharfenberg: Zehn nach elf: vom Altsein. Wiedenverlag, Crivitz 2023, ISBN 978-3-9825570-1-4.

Veröffentlichungen kurzer Prosa in regionalen und überregionalen Zeitschriften, u. a. in der ndl, im  „Spiegel“ und im Rundfunk, mehrmals in RISSE, Zeitschrift für Literatur in Mecklenburg und Vorpommern.

## Auszeichnungen
- 1990 Anna-Seghers-Stipendium der Akademie der Künste Berlin
- 2013 Preisträgerin des 1. Landschreiber-Wettbewerbs (1. Preis) des ADW Verlags und der Gesellschaft für deutsche Sprache